# Pedivigliano
Pedivigliano è un comune italiano di 721 abitanti della provincia di Cosenza in Calabria.

## Geografia fisica

### Territorio
Pedivigliano è un piccolo comune dell'entroterra calabrese, che si erge su uno dei versanti della media valle del Savuto. Quest'ultimo con i suoi 50 km è, per lunghezza, il terzo fiume di Calabria dopo il Neto ed il Crati, sorge dall'altopiano della Sila e dopo aver solcato l'omonima valle sfocia nel Tirreno.
Il territorio è quasi interamente ricoperto di boschi di latifoglie, castagni e querce in maggioranza, con fitto sottobosco che in primavera ed in autunno produce diverse varietà di funghi che vengono poi per lo più lavorati in piccoli laboratori artigiani. Data l'orografia movimentata le colture non sono particolarmente estese e per lo più limitate al consumo diretto. Nelle zone a quote più basse è stato produttivamente introdotto l'ulivo che beneficia dell'influenza positiva del mare, poco distante in linea d'aria.
Degno di nota è il panorama che è possibile scorgere dall'abitato di Pedivigliano, che per singolare casualità si trova perfettamente allineato con un'apertura nella catena costiera calabrese in direzione dell'isola vulcanica di Stromboli. È così possibile scorgere direttamente un lembo del Tirreno e, nelle giornate terse, si può spingere lo sguardo fino al cono vulcanico dell'isola, in un panorama decisamente unico. Tra l'altro, come è piuttosto normale in Calabria, il mare è facilmente raggiungibile, appena una ventina di minuti per le località più prossime.
Dal punto di vista architettonico, i nuclei storici degli abitati, presentano i caratteri tipici delle costruzioni medievali in pietra, con case arroccate le une alle altre e strette viuzze di collegamento.

### Clima
Il clima è normalmente temperato e gradevole, favorito in ciò da una diffusa ventilazione naturale, bisogna però tenere in conto dell'elevata variazione di altitudine che si ha nel territorio dove in pochi chilometri si passa dai 580 m s.l.m. di Pedivigliano fino ai 960 m s.l.m. dell'altopiano di Borboruso. A queste quote l'inverno diventa decisamente più rigido e le nevicate sono abbastanza frequenti, tipicamente associate a perturbazioni di origine balcanica.

## Storia
La nascita dell'abitato di Pedivigliano risale alla prima metà del Cinquecento ad opera di alcuni coloni che qui si trasferirono dai territori vicini. Lo stesso nome dato alla località sembra derivare dal fatto di sorgere "ai piedi" del preesistente abitato di Villanova, le cui origini, invece, si perdono in epoca medievale. Alla stesso periodo risale presumibilmente anche la frazione di Pittarella, ampiamente nota nei circondari per la presenza di presunte indovine (magare nel dialetto locale), evidente retaggio di quell'epoca.
Di costruzione molto più recente è invece la frazione di Borboruso la cui fondazione risale alla seconda metà del XIX secolo.
Pedivigliano fu riconosciuto per la prima volta come comune ad opera di Gioacchino Murat
che ne firmò il decreto istitutivo nel 1811. Dopo essere stato accorpato nel 1928 al vicino abitato di Scigliano, che sorge sul versante opposto della valle, è ritornato comune autonomo dal 1937.
La storia recente di questi luoghi, come accennato, è stata caratterizzata da una diffusa emigrazione, soprattutto tra i giovani, condividendo in questo un'esperienza estremamente frequente in Calabria. Per effetto di ciò la popolazione residente aumenta notevolmente in estate e più in generale nei periodi di festa in cui molti di coloro che hanno lasciato il paese ritornano in visita alle loro famiglie.

## Archeologia
La tutela archeologica del territorio comunale di Pedivigliano è esercitata dalla Soprintendenza per i Beni Archeologici della Calabria (Piazza G. De Nava, 26 - 89122 Reggio Calabria). Il responsabile territoriale è l'archeologo Domenico Marino, Direttore del Museo Archeologico Nazionale di Crotone - Via Risorgimento, 121 - 88900 Crotone.

## Società

### Evoluzione demografica
Abitanti censiti

### Tradizioni e folclore

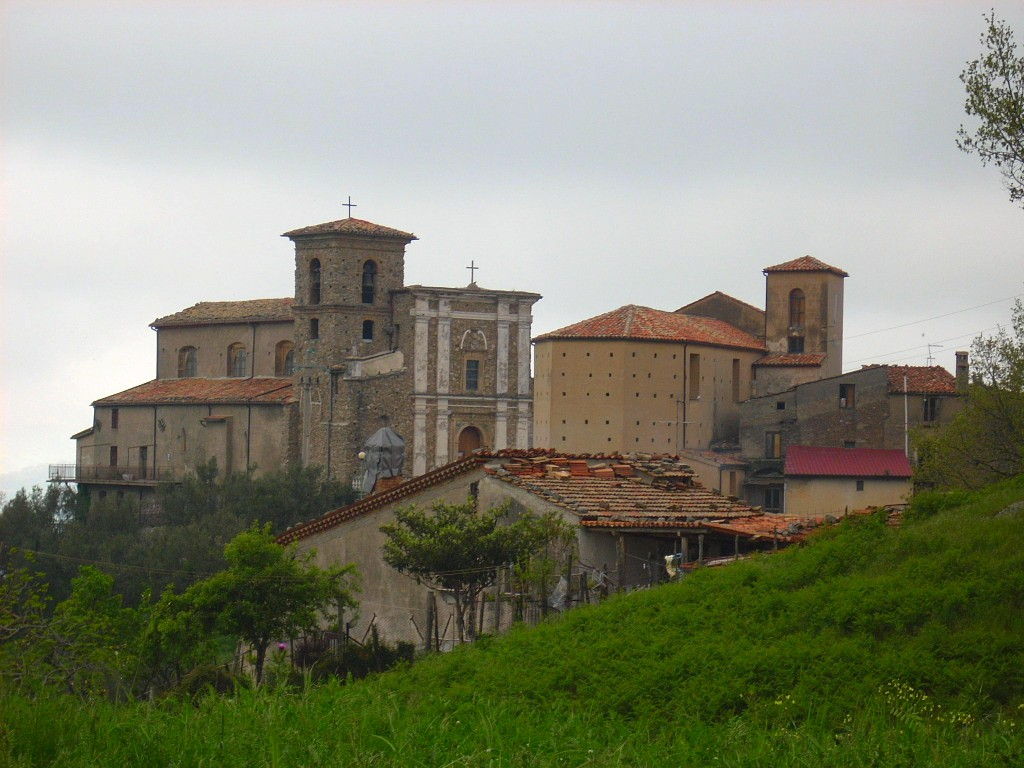
Vista della chiesa

In ossequio ad un tradizione millenaria la gente di questa terra è straordinariamente ospitale con il viaggiatore. La gastronomia tipica è caratterizzata da una cucina povera ma fortemente speziata di cui si trova ampia testimonianza nei salumi (salsicce, soppressate, prosciutti) come nei formaggi di capra e di pecora, e più in generale nell'ampio uso del peperoncino che compare anche nelle portate più impensabili.
Degni di attenzione sono ancora il dialetto locale (che qui ha sfumature diverse da vallata a vallata) e i costumi folkloristici che si ritrovano nell'immagine pubblica della Calabria nel mondo.

## Geografia antropica

### Frazioni
Oltre all'abitato di Pedivigliano, dove hanno sede le istituzioni locali, il comune comprende altri tre piccoli e caratteristici abitati: Villanova, a 751 metri s.l.m., e Pittarella, a 471 metri, che sorgono in prossimità dell'abitato principale, e Borboruso che invece sorge sul sovrastante altopiano a 908 metri di altitudine. Complessivamente non si raggiungono i mille abitanti anche per effetto di una diffusa emigrazione che ha progressivamente spopolato questi territori.

## Economia
L'economia della comunità è sostanzialmente basata su piccole attività artigianali nel campo della ceramica e, soprattutto della lavorazione del legno. Tipica è anche l'attività di trasformazione delle produzioni locali che vanno dai già citati funghi alle castagne, la cui produzione si concentra tra i mesi di ottobre e novembre, passando per l'immancabile peperoncino e le melanzane. Anche se non si può parlare di attività produttiva in senso stretto, è ancora piuttosto diffuso l'allevamento di maiali ad uso delle singole famiglie nella più pura tradizione calabrese.

## Infrastrutture e trasporti
Pedivigliano è attraversato dalla strada statale 616 di Pedivigliano.

## Amministrazione
La carica di sindaco di Pedivigliano è attualmente ricoperta da Giuseppe Perri, esponente della lista civica "Scegli Pedivigliano" dal 10/06/2024.
| Periodo | Periodo | Primo cittadino   | Carica      |
| ------- | ------- | ----------------- | ----------- |
| 1940    | 1943    | Ermando Burza     | Podestà     |
| 1943    | 1943    | Raffaele Barbiero | Podestà     |
| 1944    | 1944    | Gregorio Burza    | Podestà     |
| 1945    | 1945    | Guido Bruni       | Podestà     |
| 1945    | 1946    | Oreste Angotti    | Sindaco     |
| 1947    | 1951    | Corrado Bruni     | Sindaco     |
| 1951    | 1952    | Francesco Leone   | Comm. Pref. |
| 1952    | 1954    | Ermando Burza     | Sindaco     |
| 1955    | 1956    | Emilio Torchia    | Sindaco     |
| 1956    | 1975    | Francesco Leone   | Sindaco     |
| 1975    | 1985    | Carlo Gualtieri   | Sindaco     |
| 1985    | 2004    | Vincenzo Basile   | Sindaco     |
| 2004    | 2009    | Lucio Costanzo    | Sindaco     |
| 2009    | 2024    | Antonella Leone   | Sindaco     |
| 2024    | ...     | Giuseppe Perri    | Sindaco     |